# 高里山虫属
高里山虫属（学名：Kaolishania），也称蒿里山虫属，是高里山虫科的一属。发现于济南市长青县张夏镇蒿里山。

## 下属物种
本属包括以下物种：
- Kaolishania australis Shergold, 1971
- 丘疹蒿里山虫 Kaolishania pustulosa Sun, 1924